# James Judd
James Judd (Hertfordshire, 30 de outubro de 1949) é um maestro britânico. Ele é graduado pela Faculdade de Música Trinity, Londres. Judd foi o maestro assistente da Orquestra de Cleveland e serviu como Diretor Musical Associado da Orquestra Jovem da União Europeia.
Judd fez sua estreia operística nos Estados Unidos em 1988, conduzindo Don Giovanni para a Grande Ópera da Flórida. Judd foi o último Diretor Musical da Filarmônica da Flórida, de 1987 a 2001. Durante esse período, a orquestra sofreu grandes problemas financeiros e Judd serviu como administrador e doou uma parte do seu salário para ajudar a orquestra. Entretanto, ele foi criticado pelos seus programas caros.
Em setembro de 2003, Judd foi nomeado o Diretor Musical da Orquestra Filarmônica da Malásia. Entretanto, em abril de 2004 ele rompeu o contrato. Judd serviu como Diretor Musical da Orquestra Sinfônica da Nova Zelândia, o primeiro maestro a ocupar tal cargo, de 1999 a 2007. Ele conduziu diversas gravações com a orquestra para a Naxos.  Atualmente ele ocupa o cargo de Diretor Musical Emérito da Orquestra.
Judd e sua esposa, Valeria tem apenas uma filha.